# Radio terrestre
El radio terrestre (o radio de la Tierra) es la distancia aproximada desde la superficie de la Tierra hasta su centro. Es un valor que se utiliza como unidad de distancia, esencialmente en astronomía y geología. En general se denota por {\displaystyle R_{\oplus }}.
Debido a que la Tierra no es perfectamente esférica, no hay ningún valor único que sirva para representar su radio natural. Hay varias distancias desde los puntos de la superficie hasta el centro de la Tierra en un rango que va desde el radio polar de 6357 km, al radio ecuatorial de 6378 km. Así como también diversas formas de modelar la Tierra como una esfera de un radio medio de 6371 km.
La primera estimación científica del radio de la Tierra (con un margen de error entre un 15 % y un 1 % según fuentes) fue dada por Eratóstenes en el siglo III a. C.
Mientras que el radio normalmente es una característica de esferas perfectas, para poder tratar el radio de la Tierra se define el término de una manera más general, como la distancia de algún "centro" de la Tierra a un punto de la superficie o sobre una superficie idealizada del modelo de la Tierra. También puede expresar algún tipo de media de tales distancias, o del radio de una esfera con una curvatura que coincide con la curvatura del modelo elipsoidal de la Tierra en un punto dado, haciendo referencia principalmente a los modelos esféricos y al elipsoide de referencia de la Tierra.